# ウーリー・オルレブ
ウーリー・オルレブ (Uri Orlev, ヘブライ語: אורי אורלב; ) (1929年2月24日 - 2022年7月26日) は、ポーランド系イスラエル人の児童文学作家。彼はエルサレムに住み、結婚して4人の子どもを持った。オルレブは世界で最も有名な児童および青少年文学作家の一人であった。

## 生涯
ウーリー・オルレブは1929年ワルシャワで、ユダヤ人両親のもとにイェジ・ヘンリク・オルウォフスキとして生まれた。1940年代始め、ドイツの占領によりワルシャワ・ゲットーに収容され、幼少期の一部を過ごした。彼の父親は医者で、ポーランド軍将校としてソ連の捕虜になり、母親は化学者で、ドイツ軍に射殺された。1943年にオルレブは弟や叔母たちとベルゲン・ベルゼン強制収容所に強制送還された。
1945年にイギリス軍により解放された後、オルレブと弟は児童救護団体に保護され、最初はパリに、そして1945年初秋にイギリス統治領のパレスチナ、後のイスラエルに移った。彼はキブツで働きながらヘブライ語を習得し、20年間一つのキブツで暮らした。1976年からオルレブは児童・青少年文学を書き始め、それらは31冊の本として出版され、25以上の言語に翻訳された。彼の作品のほとんどはナチズムの時代が舞台で、こうした恐怖に接した青少年がどう対処するか、生き延びるためには、誰を信じるべきか誰を信じてはいけないかということを、早い時期に学ばなければないことを扱っている。彼の最も有名な作品は、『鉛の兵隊』と『走れ、走って逃げろ』である。彼の作品の多くには自伝的あるいは伝記的要素がある。彼は又、ポーランドの小説家ヤヌシュ・コルチャックやスタニスワフ・レムの作品をポーランド語からヘブライ語に翻訳している。
彼の作品『バード街の孤島』は1997年に映画化され、『火曜日はシャンプー』もソーレン・クラーク＝ヤコブセン監督により映画化された。『走れ、走って逃げろ』はペペ・ダンカート監督により2012年映画化され、2013年に公開された。オルレブはドイツ国内を何度か講演してまわった。2001年には第1回ベルリン国際文学祭に招かれた。2012年7月にはミュンヘンの白鴉文学祭に招かれ、同年9月には第12回ベルリン国際文学祭に招かれた。この時に彼はベルリン国際文学祭児童・青少年部門で「特に素晴らしい本賞」の審査員を務めた。
2022年に93歳で没。

## 栄誉 (抜粋)
- ハイファ市文学賞、『バード街の孤島』
- 1985年、1992年、1996年: ミルドレッド・L・バッチェルダー賞（英語版） (アメリカ図書館協会)
- 1996年: 国際アンデルセン賞、彼の全集に対して[1]
- 2005年: ドイツ児童文学賞にノミネート、『走れ、走って逃げろ』
- 2005年: 金ルフティ賞（ドイツ語版）、『走れ、走って逃げろ』
- 2006年: ビアリク賞（英語版）、テルアビブ市
- 2011年: 10月のオオヤマネコ賞（ドイツ語版）、『エリューシャの王国』

## 個々の作品

### 走れ、走って逃げろ
『走れ、走って逃げろ』の中でオルレブは、ユダヤの少年ユレクの物語を語ったが、少年は第二次世界大戦の時にワルシャワ・ゲットーから逃れ、戦争が終わるまで隠れていた。オルレブの作品は世界的に高く評価されている。映画監督ペペ・ダンカートはドイツ、ポーランド、フランス合作で「走れ、走って逃げろ」 (日本語タイトル「ふたつの名前を持つ少年」) という題の映画を製作した。

### エリューシャの王国
『エリューシャの王国』 (2011年) はオルレブの小説で、ドイツ語にも翻訳された。この作品では5歳のユダヤ人少年エリューシャ・ポシュニャクが、1941年カザフスタンの草原の村に隠れ、そこを子どもの楽園に作り替えた。彼は母親と妹と共に新しい生活を始め、それは11歳の時に約束の地イスラエルへ旅立つまで続いた。南ドイツ新聞のジャンヌ・ラブナーは、「世界の歴史、戦争、そしてユダヤ人の運命を巧みに組み合わせた児童文学で、中東戦争の前史と、ユダヤ教、キリスト教、イスラム教という世界宗教間の摩擦のポイントを、歴史上の人物や情念なしに語っている」と評した。

## 日本語に翻訳された著作
- 壁のむこうの街. 久米穣 訳, 偕成社, 1993.3, ISBN 4-03-726470-6
- 壁のむこうから来た男. 母袋夏生 訳, 岩波書店, 1995.7, ISBN 4-00-115542-7
- 編みものばあさん. もたいなつう 訳, 径書房, 1997.22, ISBN 4-7705-0161-7
- かようびはシャンプー. もたいなつう 訳, 講談社, 2000.2, ISBN 4-06-189206-1
- 羽がはえたら. 母袋夏生 訳, 小峰書店, 2000.6, ISBN 4-338-13306-6
- 砂のゲーム : ぼくと弟のホロコースト. 母袋夏生 訳, 岩崎書店, 2000.8, ISBN 4-265-04174-4
- Tシャツのライオン. もたいなつう 訳, 講談社, 2001.1, ISBN 4-06-189211-8
- ちいさいおおきな女の子. もたいなつう 訳, 講談社, 2002.6, ISBN 4-06-189221-5
- 走れ、走って逃げろ. 母袋夏生 訳, 岩波書店, 2003.7, ISBN 4-00-115571-0
- おしゃぶりがおまもり. もたいなつう 訳, 講談社, 2003.8, ISBN 4-06-189235-5
- くじらの歌. 母袋夏生 訳, 岩波書店, 2010.6, ISBN 978-4-00-115640-9
- 遠い親せき. 母袋夏生 訳, 岩波書店, 2010.11, ISBN 978-4-00-115642-3
- 太陽の草原を駆けぬけて. 母袋夏生 訳, 岩波書店, 2014.12, ISBN 978-4-00-115665-2
- バード街の孤島. 母袋夏生 訳, 『小学館世界J文学館』所収, 小学館, 2022.11, ISBN 978-4-09-289307-8
- 最後の夏休み. 母袋夏生 訳, 『砂漠の林檎 : イスラエル短編傑作選』所収, 河出書房新社, 2023.8, ISBN 978-4-309-20890-9